# Zwevezele
Zwevezele est une section de la commune belge de Wingene située en Région flamande dans la province de Flandre-Occidentale. C'était une commune à part entière avant la fusion des communes de 1977.
On trouve également, dans les archives, le nom de la commune orthographié Sweveseele, Zwevezeele, etc. L'orthographe des noms propres étant – jusqu'à une époque très récente – extrêmement fluctuante, il n'est pas possible de statuer sur une orthographe prétendument authentique du nom ni sur sa ou ses formes anciennes.
Il s'y déroule tous les ans depuis 1949 une course cycliste, la Zwevezele Koers.

## Démographie

### Évolution démographique
- Sources : INS, Rem. : 1831 jusqu'en 1970 = recensements, 1976 = nombre d'habitants au 31 décembre[2].